# 헤테로고리 화합물
헤테로고리 화합물(영어: heterocyclic compound)은 고리 화합물 중 고리를 이루는 원소가 2개 이상인 화합물이다. 복소환식화합물이 동의어로 사용되기도 한다.

## 핵산
핵산에서의 복소환식화합물
|          |          |
| 피리미딘 | 이미다졸 |

## 복소 환식 화합물
복소 환식 화합물(複素環式化合物)은 두 가지 이상의 원자를 구성 원자로 하는, 고리 구조를 가진 유기 화합물. 탄소 원자 외에 질소, 산소, 황 따위의 원자도 끼어 고리를 형성한다. 피리딘, 푸린, 인돌 따위가 있다.

## 같이 보기
- 피리딘
- 피롤
- 퓨란